# Kjeldbjerg
Kjeldbjerg is een plaats in de Deense regio Midden-Jutland, gemeente Viborg. De plaats telt 291 inwoners (2008).